# Lippia
Lippia és un gènere de plantes amb unes 500 espècies pertany a la família verbenàcia. Rep el nom del botànic Augustus Lippi, (1678-1705).
L'espècie més coneguda era Lippia triphylla, actualment anomenada Aloysia citriodora (Marialluïsa)
Són plantes natives de les regions tropicals i subtropicals d'Àfrica i Amèrica del Sud.

## Espècies seleccionades
- Lippia abyssinica (Otto i A.Dietr.) Cufod.[3] Etiopia
- Lippia alba (Mill.) N.E.Br. ex Britton & P.Wilson (Texas als EUA, Mèxic, el Carib, Amèrica Central i Amèrica del Sud)[4]
- Lippia carterae (Moldenke) G.L.Nesom Baixa Califòrnia, Mèxic[4]
- Lippia durangensis Moldenke
- Lippia graveolens Kunth sud-oest dels Estats Units, Mèxic i Amèrica Central fins al sud de Nicaragua)
- Lippia javanica (Burm.f.) Spreng.
- Lippia kituiensis Vatke
- Lippia micromera Schauer Amèrica Central, el Carib i el nord d'Amèrica del Sud[4]
- Lippia multiflora Moldenke
- Lippia myriocephala Schltdl. & Cham.
- Lippia palmeri S.Watson
- Lippia pretoriensis H.Pearson
- Lippia rehmannii H.Pearson
- Lippia salicifolia Andersson Equador
- Lippia scaberrima Sond.
- Lippia sidoides Cham.[5][6]
- Lippia substrigosa Turcz.
- Lippia thymoides Mart. & Schauer

Anteriorment foren incloses en aquest gènere les següents espècies:
- Aloysia citriodora Palau (com L. citrodora Kunth o L. triphylla (L'Hér.) Kuntze)
- Aloysia lycioides Cham. (com L. lycioides (Cham.) Steud.)
- Aloysia scorodonioides (Kunth) Cham. (com L. scorodonioides Kunth o L. wrightii A.Gray ex Torr.)
- Lantana montevidensis (Spreng.) Briq. (com L. montevidensis Spreng.)
- Lantana ukambensis (Vatke) Verdc. (com L. ukambensis Vatke)
- Mulguraea ligustrina (Lag.) N.O'Leary & P.Peralta (com L. ligustrina (Lag.) Britton)
- Phyla canescens (Kunth) Greene (com L. canescens Kunth o L. filiformis Schrad.)
- Phyla cuneifolia (Torr.) Greene (com L. cuneifolia (Torr.) Steud.)
- Phyla dulcis (Trevir.) Moldenke (com L. dulcis Trevir.)
- Phyla lanceolata (Michx.) Greene  (com L. lanceolata Michx.)
- Phyla nodiflora (L.) Greene (com L. nodiflora (L.) Michx. o L. repens Spreng.)
- Phyla stoechadifolia (L.) Small (com L. stoechadifolia (L.) Kunth)[5]

## Sinonímia
- Zappania Scop. (1786).
- Zapania Lam. (1791), orth. var.
- Bertolonia Raf. (1818), nom. illeg.
- Dipterocalyx Cham. (1832).
- Goniostachyum (Schauer) Small (1903).
- Burroughsia Moldenke (1940).[7]